# Hubert Gindert
Hubert Gindert (* 12. Oktober 1933 in Hettenshausen, Ortsteil Reisgang) ist ein deutscher Ökonom.

## Leben
Nach dem Abitur am humanistischen Gymnasium im Kloster Scheyern studierte Gindert von 1954 bis 1957 Agrarwissenschaften an der Technischen Universität München. Er war ab 1959 Assistent am Institut für Betriebswirtschaftslehre der TUM in Freising-Weihenstephan und wurde dort 1961 mit einer Arbeit über die betriebswirtschaftliche Stellung des Körnermaisanbaues in den EWG-Ländern zum Dr. agr. promoviert. Von 1969 bis 1973 studierte er Politikwissenschaften an der Ludwig-Maximilians-Universität München und kandidierte 1969 erfolglos bei der Bundestagswahl für die Bayernpartei im Bundestagswahlkreis Fürstenfeldbruck.
Er war zunächst Professor für Betriebswirtschaftslehre an der Ingenieurschule für Landbau in Landsberg am Lech, ab 1973 Professor für das Fachgebiet Marketing am Fachbereich Betriebswirtschaft der Fachhochschule Augsburg. 1998 wurde er pensioniert.
Er ist verheiratet und hat vier Töchter. Seit 1954 ist er Mitglied der katholischen Studentenverbindung K.D.St.V. Agilolfia Freising im Cartellverband (CV).

## Wirken
Hubert Gindert engagiert sich in zahlreichen ehrenamtlichen kirchlichen Initiativen. 1989 initiierte er in der Diözese Augsburg den ersten „Initiativkreise katholischer Laien und Priester“ einer deutschen Diözese. Von 1990 bis 1994 war er Vorsitzender des Diözesanrates des Bistums Augsburg und Mitglied im Zentralkomitee der deutschen Katholiken (ZdK). Seit 1996 ist er Chefredakteur der katholischen Monatszeitschrift Der Fels.

## Positionen
2000 war er Mitbegründer des Forums Deutscher Katholiken und ist dessen Vorsitzender und Sprecher. In dieser Position erregte er 2007 öffentliches Interesse, als er Eva Herman nach ihren umstrittenen Äußerungen zu den familiären Werten der Nationalsozialisten zum Kongress des Forums Deutscher Katholiken 2006 einlud. Auf dem Kongress veröffentlichte er des Weiteren eine Erklärung zum Gleichstellungsgesetz, in der das Gesetz als mögliche Einschränkung der Meinungs- und Religionsfreiheit bezeichnet wird. So können Katholiken Abtreibung nicht mehr als ein „verabscheuungswürdiges Verbrechen“ oder homosexuelles Tun als „eine schlimme Abirrung“ bezeichnen, ohne sich strafbar zu machen. 2008 forderte er Bürger und Politiker zum Widerstand gegen das Gender-Mainstreaming auf. Gindert ist auch Erstunterzeichner der „Aktion Linkstrend stoppen“.

## Ehrungen und Auszeichnungen
- 2004 – Ritter des Päpstlichen Silvesterordens[6]